# Boraris
Os boraris são um povo indígena que habita as margens dos rios Tapajós e Maró-Arapiuns no oeste do estado do Pará.
Depois da Missão de Nossa Senhora da Saúde pelo Padre Jesuíta Manuel Ferreira, em 1738, o povo ficou dividido e consequentemente enfraquecido, pois passaram a habitar duas localidades. Uma delas no lugar onde hoje se encontra a Vila de Alter-do-chão, distrito do município de Santarém e a outra parte migrou para as margens do rio Maró-Arapiuns. Atualmente, os Borari contam com uma população de aproximadamente 1.100 indígenas. A Fundação Nacional de Amparo ao Índio (FUNAI) e o Ministério da Saúde (MS) reconhecem legalmente aproximadamente 350 famílias Borari na vila de Alter-do-chão.
Estudos antropométricos e dermatoglíficos apontam que nos Boraris predominam as características para o desenvolvimento das qualidades físicas de velocidade e força explosiva. Esse fato indica que existe uma predominância do potencial desportivo genético anaeróbico. Para estes indivíduos, essa característica é de suma importância para as atividades desempenhadas no cotidiano.

## Manifestações culturais
Embora sejam evidentes as modificações em termos de infraestrutura e miscigenação na Vila de Alter-do-chão, os descendentes desses povos perpetuam a cultura dos seus ancestrais, manifestando-se pelas celebrações de rituais praticados pelos primeiros habitantes. Destaca-se, entre esses festejos o "Festival Borari" que acontece todos os anos no mês de julho e o "Sairé" no mês de setembro, uma das manifestações religiosas mais antigas praticadas na aldeia dos Boraris.
O Festival Borari começou a ser realizado na década de 1990, atrai mais visitantes a cada edição. A festividade retrata a origem dos índios Borari, os primeiros habitantes da vila. Hoje, são os jovens que se empenham para fazer o resgate cultural do festival através de danças e preparo da alimentação típica dos Borari.
O Sairé é a mais antiga manifestação da cultura popular da Amazônia. A festa resiste há mais de 300 anos, mantendo intacto o seu simbolismo e essência. A origem remonta ao período da colonização, quando os padres jesuítas, na missão evangelizadora pela bacia do rio Amazonas, envolviam música e dança na catequese dos índios. O símbolo do Sairé é um semicírculo de cipó torcido, envolvido por algodão e enfeitado com fitas e flores coloridas, possui ainda três cruzes dentro do semicírculo e outra na extremidade superior, representando as três pessoas da Santíssima Trindade e um só Deus, está associado ao mistério da Santíssima Trindade, utilizando a imagem da pomba que representa o Espírito Santo. Este estandarte segue à frente da procissão, conduzido por uma mulher, que recebe o nome de Saraipora, durante o dia um ritual religioso, culminando com a cerimônia da noite com ladainhas e rezas, seguida da parte profana da festa, representada com apresentações de danças típica e rituais resultantes do entrelaçamento social e cultural entre os colonizadores portugueses e índios da região do rio Tapajós.